# Сиваг-Кермен
Сиваг-Кермен — развалины укрепления (castellum'a / небольш. крепости) VI века. Находятся в 5 км к югу от села Верхнесадовое, на вершине невысокой одноимённого холма Мекензиевых гор Сиваг-Кермен-бурун (высота 209,7 или гора Керменчик на топографических картах), пологой с северо-запада, северо-востока и юго-востока и обрывистым (с уклоном до 45 °) юго-западным склоном. К началу 2000-х годов памятник был сильно разграблен «чёрными копателями».

## Описание
Крепость устроена в виде укрепленного форта размерами 50 м на 20 м, с тремя выступающими за линию стен квадратными башнями, внутренними
размерами 3,5 на 3,5 м. Площадь укрепления внутри крепостных стен 1187,5 м², к крепости с северо-востока примыкает терраса шириной 15-20 м, по которой, вероятно, проходила подъездная дорога. Крепость в плане представляет собою "пентагональное" укрепление, ближайшие аналогии которому находятся на Балканах, в Республике Болгария ("Чепиш Ивановото Кале" у с. Оброчиште). Южнее Сиваг-Кермена в балке Йылана обнаружены развалы построек, скальные тарапаны и колодец с каменной обкладкой — остатки древнего поселения. В позднеантичную эпоху жители этого поселения (принявшие христианство готы и аланы) несли службу в составе гарнизона крепости "Сиваг-Кермен". Примечательно то, что и само поселение в балке Йолана (именно так: здесь проходил важный путь (тюрк. "йолу") к крепости Эски-Кермен, и далее к Херсону), было защищено монументальным крепостным сооружением — "длинной стеной" — остатки которой были обнаружены И.Л. Белянским еще в 1993 г. В 2013 году исследователи выдвинули гипотезу, что кастеллум Сиваг-Кермен является "недостающим звеном limes Tauricus", т. е., одной из составляющих защитного рубежа, возведенного византийскими инженерами в Юго-Западном Крыму в 30-40-х гг. VI в.
Впервые укрепление отмечено Н. И. Репниковым в «Материалах к археологической карте юго-западного нагорья Крыма» 1940 года, вновь «открыто» в 2010—2011 годах сотрудником Херсонесского заповедника Филиппенко, проведшим небольшие разведки, в 2015—2017 году изучалось отрядом Мангупской экспедиции КФУ; в те же годы археологические разведки проводили научные сотрудники Херсонесского музея Филиппенко и Ступко.
По выводам историков Мангупской экспедиции (руководитель Александр Германович Герцен) укрепление существовало в VI веке (определено по единственной найденной монете времени Анастасия I (491—518 год), её происхождение и судьба пока неясны. Крепость имела форму пятиугольника, с 4-х доступных сторон защищённого стенами, сложенными из бута на известковом растворе, с грубой лицевой подтёской и оштукатуренными, толщиной не менее 2,1 м, с тремя квадратными башнями (одна, вероятно, была воротной). Михаил Ступко и Андрей Филиппенко, на основании находок керамики и монет византийских императоров времён от Лициния (308—324 год) до Маврикия (582—602 год) в окрестностях укрепления датируют крепость и поселение в балке Йылана IV—VII веком, что критикуется историками группы Герцена. Исследователи констатируют, что: 1.) Нигде в горной Таврике "пентагональное начертание крепостного фронта", ни подобное Сиваг-Кермену расположение боевых башен, ни полное оштукатуривание стен и башен, более не встречается; 2.)  В 30-40-х гг. VI в. византийские инженеры, восстанавливавшие римские кастеллумы на Балканах, были переведены в Таврику для проведения аналогичных мероприятий. Встретившись здесь с определенными трудностями, они возвели укрепление Сиваг-Кермен, применив известные им технологии (в том числе, оштукатуривание стен и башен); 3.) Приняв во внимание факт, что найденные в "слое штурма" килевидные трехлопастные наконечники стрел с плечиками получили распространение среди кочевников Евразии не ранее VII в., и что самые поздние византийские монеты, найденные на поселении, датируются эпохой правления Маврикия Тиберия (582–602) и Ираклия (610–641), они предполагают, что кастеллум Сиваг-Кермен был уничтожен хазарами в середине – второй пол. VII в.
Современные представления об памятнике таковы: выдвинутая на северную границу «страны Дори» крепость Сиваг-Кермен предназначалась для несения дозорно-сторожевой службы, а главной обязанностью гарнизона было заблаговременное предупреждение командования об опасности, приходящей из степей. Хронологические рамки функционирования комплекса; единство тактического и инженерного замыслов; архитектурно-строительная составляющая и археологические артефакты, свидетельствуют о вхождении в первой пол. VI – середине VII вв. кастеллума Сиваг-Кермен и «длинной стены» в балке Йолана в систему обороны дальних подступов к Херсону, и ближних подступов к опорной крепости Эски-Кермен. Оборонительный комплекс являлся передовым звеном регулярного оборонительного рубежа (limes'а), возведенного Византией в предгорьях Юго-Западного Крыма в эпоху правления Юстиниана I и его преемников.